# Dačov Lom
Dačov Lom este o comună slovacă, aflată în districtul Veľký Krtíš din regiunea Banská Bystrica. Localitatea se află la altitudinea de 605 m deasupra n.m., se întinde pe o suprafață de 24,53 km2 și în 2017 număra 419 locuitori.

## Istoric
Localitatea Dačov Lom este atestată documentar din 1333.

## Demografie
| An:                | 1994 | 2004   | 2014   | 2024   |
| ------------------ | ---- | ------ | ------ | ------ |
| Număr de persoane: | 433  | 415    | 424    | 398    |
| Diferență:         |      | −4,15% | +2,16% | −6,13% |

| An:                | 2023 | 2024   |
| ------------------ | ---- | ------ |
| Număr de persoane: | 391  | 398    |
| Diferență:         |      | +1,79% |